# OTRS
OTRS, originariamente sigla di Open-source Ticket Request System (sistema open source per la richiesta di ticket), è un pacchetto software che consente ad aziende, enti o istituzioni di assegnare dei ticket di segnalazione a ciascuna delle domande ricevute, rendendo molto più semplice la gestione delle richieste di assistenza (via e-mail o telefono) e gli altri scambi di informazioni con i propri clienti o utenti.
Iniziato nel 2001 come progetto open source,  dal dicembre 2020 il supporto alla community edition è cessato ed è disponibile solo con licenza proprietaria dal fornitore OTRS AG.

## In generale
Come in altri Trouble Ticket System, la gestione offerta da OTRS è più articolata di una semplice casella postale nella quale far confluire i messaggi in arrivo: per ciascuna segnalazione è disponibile l'intera storia, che mostra tutti gli eventi collegati nell'ambito del suo "ciclo di vita" (ovvero, dal momento della sua creazione al momento in cui viene archiviata definitivamente). Inoltre, OTRS può raccogliere più segnalazioni in un'unica pratica, consentendo di avere una visione globale dell'evento (incident) piuttosto che della singola richiesta.
OTRS è un sistema multiutente: più operatori possono lavorare simultaneamente sulle segnalazioni inserite nel sistema leggendo, catalogando e rispondendo ai messaggi in arrivo. OTRS ha una buona scalabilità: consente di gestire migliaia di segnalazioni al giorno e un numero praticamente illimitato di operatori attivi contemporaneamente.
Nel sistema OTRS sono integrate le funzionalità per creare, rielaborare e ricercare testi con le domande più frequenti che vengono poste. I testi così realizzati possono essere inseriti automaticamente nelle risposte degli operatori alle segnalazioni.
Il sistema è dotato di una interfaccia web multilingue ed è quindi indipendente dal sistema operativo utilizzato dall'utente: la sua consultazione avviene tramite un browser web. Questo approccio rende più semplice l'uso del sistema da parte di terzi o degli stessi utenti che desiderino lavorare in gruppo o partecipare alla soluzione delle segnalazioni.

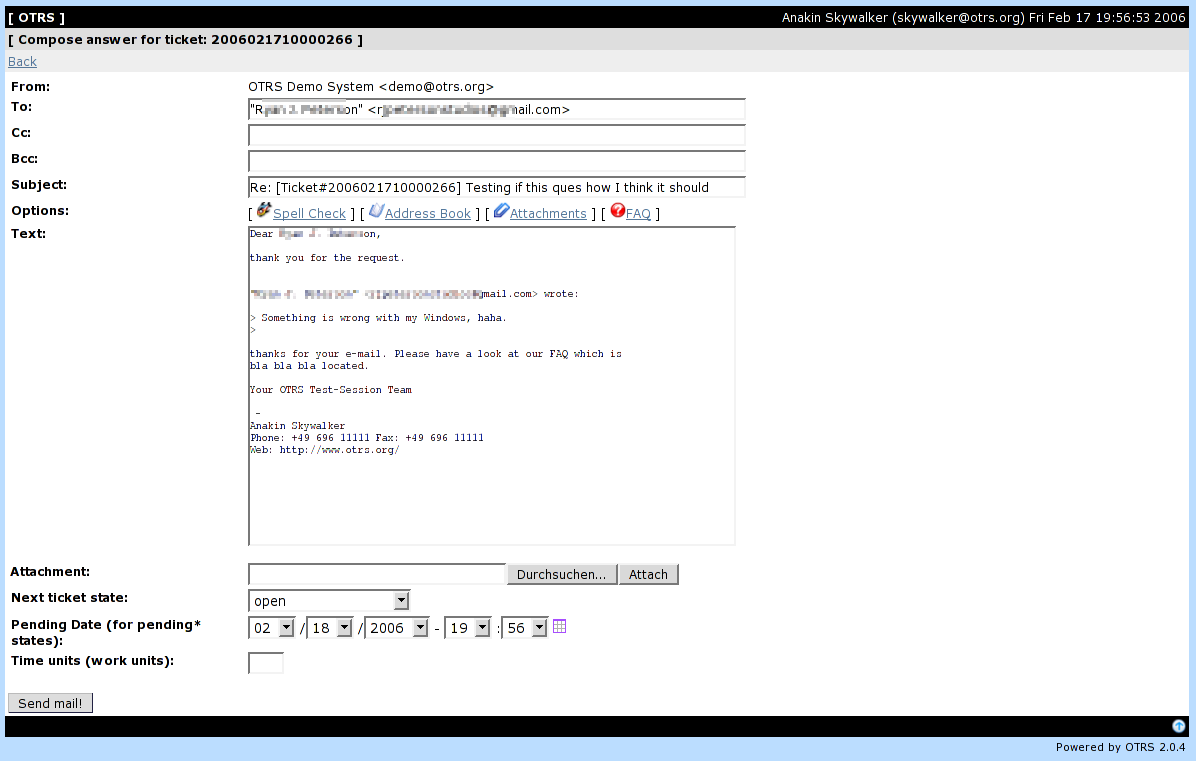
OTRS: Risposta ad una richiesta

OTRS è in grado di realizzare un'architettura complessa di funzioni. Ad esempio, il sistema di gestione degli eventi SIRIOS dell'Ufficio federale per la sicurezza informatica tedesco è basato su OTRS.

## Storia
Il progetto OTRS.org è stato fondato nel 2001 da Martin Edenhofer e ad oggi conta oltre 49.000 installazioni su base mondiale.

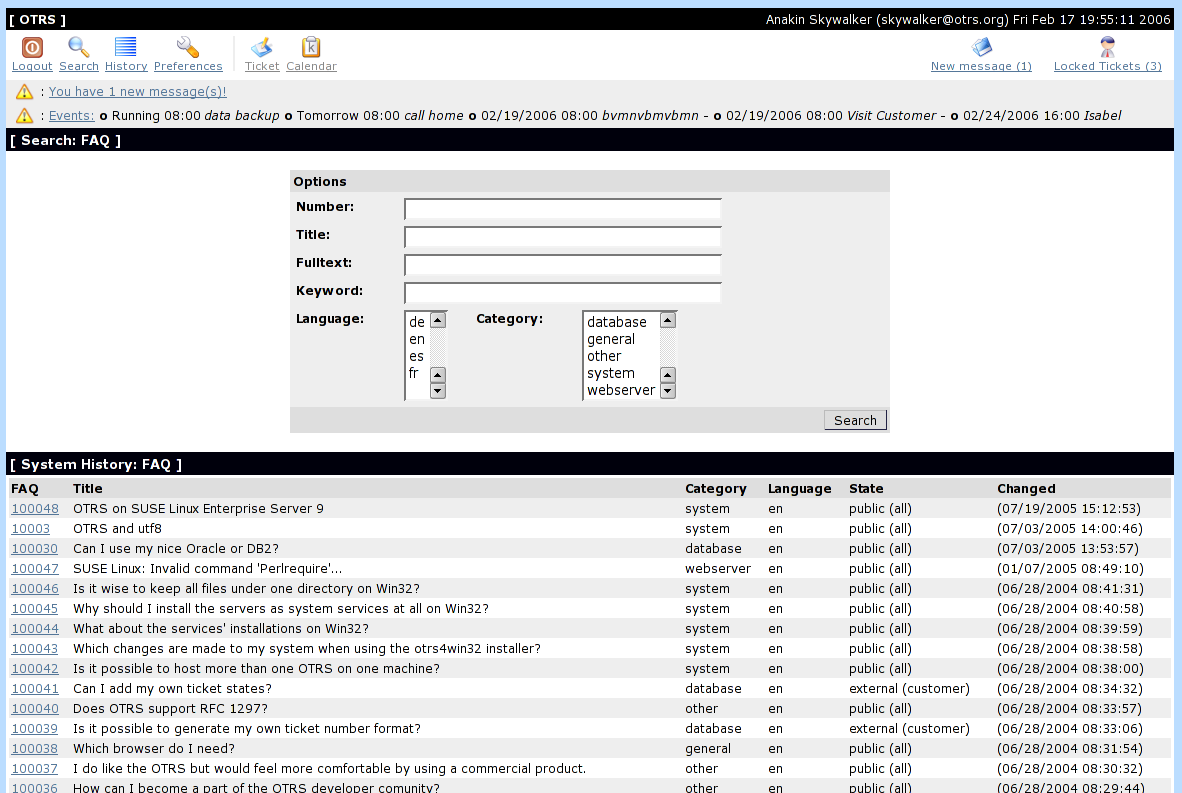
OTRS: Ricerca nelle domande più frequenti.

| Versione | Data        | Descrizione |
| -------- | ----------- | --- |
| 0.5      | 9 apr 2002  | È disponibile la prima versione ufficiale del programma. Funziona la struttura di base. |
| 1.0      | 14 feb 2003 | Dopo 2 anni di sviluppo viene rilasciata la prima versione stabile. |
| 1.1      | 1 mag 2003  | Diverse migliorie al terminale e all'interfaccia utente. |
| 1.2      | 16 feb 2004 | 5 nuove lingue, un nuovo database FAQ, supporto utf8 e Single-Sign-On. |
| 1.3      | 22 set 2004 | Una nuova struttura delle statistiche e la configurazione dei fusi orari. |
| 2.0      | 1 ago 2005  | Dopo 5 anni di sviluppo viene rilasciata la versione 2.0. OTRS è disponibile in 19 lingue. Le caratteristiche fondamentali sono il supporto per PGP, S/MIME e l'interfaccia verso DB XML, un gestore di pacchetti per installare ulteriori applicazioni tramite un archivio su web. |
| 2.1      | 5 ott 2006  | Miglioramenti del 10% nelle performance complessive e del 50% nella ricerca. Messo a punto il supporto per Microsoft SQL Server e il supporto LDAP, sviluppi alla funzione Calendario, aggiunto il salvataggio in formato PDF, supporto per la lingua Persiana.                     |

## Tecnologia
Fin dalle origini OTRS è stato implementato in linguaggio Perl. L'interfaccia web è resa più user-friendly dall'utilizzo di JavaScript (che può essere disattivato per ragioni di sicurezza). Le varie funzionalità di OTRS sono state implementate come moduli applicativi di backend che possono essere riutilizzati. Risulta quindi facile sviluppare propri moduli per ampliare la funzionalità del sistema OTRS.
L'interfaccia web utilizza un meccanismo di creazione dei modelli (template) chiamato DTL (Dynamic Template Language) per rendere più semplice la visualizzazione dei dati prodotti dal sistema.
Nelle prime versioni, OTRS lavorava soltanto su database MySQL. Successivamente è stato aggiunto il supporto per PostgreSQL, Oracle, DB2 e Microsoft SQL Server. OTRS può essere utilizzato su molte piattaforme UNIX o assimilate (per es. Linux, macOS, FreeBSD, etc.) e anche su MS Windows.
La scalabilità dei sistemi OTRS può essere aumentata dall'utilizzo del modulo mod perl su server web Apache o dalla separazione tra database e web server, il che permette la gestione contemporanea di un gran numero di operatori e segnalazioni.
Nei sistemi UNIX e ambienti assimilati, OTRS è ben integrato con i programmi di sistema quali l'agente di posta Postfix e il filtro per le e-mail procmail.